# Le Dernier Train (film, 2003)
Pour les articles homonymes, voir Le Dernier Train.
Pour plus de détails, voir Fiche technique et Distribution.
Le Dernier Train (titre original : Последний поезд), est un film de guerre russe réalisé par Alexeï Alexeïevitch Guerman et sorti en 2003.

## Synopsis
Par un jour d'hiver glacial, le médecin militaire obèse Paul Fischbach arrive en train à l'arrière de l'armée allemande. À la gare, il est accueilli par un chauffeur qui l'emmène à sa destination : un hôpital qui, en raison de la retraite, est en train d'être évacué. Seules quelques personnes restent dans l'hôpital, attendant qu'on vienne les chercher, mais personne n'arrive. À la suite d'un conflit avec un jeune médecin, Fischbach s'éloigne à travers un champ enneigé en essayant de trouver son chemin. Il rencontre un autre Allemand qui a servi comme facteur et qui a également été séparé de son unité. Ensemble, ils atteignent une forêt où ils essuient des tirs, laissant le facteur commotionné. Lorsqu'il reprend conscience, ils continuent à marcher.
Ils s'approchent d'une cabane forestière abandonnée où se trouve un groupe de Soviétiques composé d'un homme et plusieurs femmes artistes, dont l'une est gravement malade. Le chef du groupe tente de tuer les Allemands à l'aide d'un pistolet, mais il n'y parvient pas à cause de sa toux incessante, et ils poursuivent leur chemin. Le facteur s'allonge pour se reposer et Fischbach continue et voit une unité allemande en retraite se faire tirer dessus par des partisans, puis une grande unité de partisans, comprenant des femmes et des enfants, passer. Un facteur s'approche et tente de trouver des survivants parmi les Allemands, mais il n'y en a pas. Ils retournent à la cabane qui, entre-temps, a déjà été incendiée et tous ceux qui s'y trouvaient ont été tués. Sous les décombres, le facteur sort une femme mourante. Fischbach s'assied à côté d'elle sur la valise et lui prend la main. Le facteur recouvre la femme de son manteau, trouve un parapluie qu'il donne au médecin et s'en va. Il tombe bientôt raide mort. La femme agonise. Fischbach, qui somnole, est assis à côté d'elle, tenant le parapluie.
Le générique de fin annonce que Fischbach a disparu, son corps n'ayant jamais été retrouvé. Il n'avait pas de famille et, avec le temps, tout souvenir de lui a été effacé.

## Fiche technique
- Titre français : Le Dernier Train[1]
- Titre original russe : Волшебник Изумрудного города. Дорога из жёлтого кирпича, Posledni poïezd[2]
- Réalisation : Alexeï Alexeïevitch Guerman
- Scénario : Alexeï Alexeïevitch Guerman
- Photographie : Oleg Loukitchev (ru)
- Montage : Olga Laboskina
- Décors : Viktor Drozdov
- Production : Viktor Izvekov, Ielena Yatsoura
- Société de production : PiEF (ПиЭФ)
- Pays de production :  Russie
- Langue originale : russe
- Format : Noir et blanc
- Genre : film de guerre
- Durée : 82 minutes
- Dates de sortie : 
  - Italie : 29 août 2003 (Mostra de Venise 2003)
  - France : 20 janvier 2004 (Festival Premiers Plans d'Angers)
  - Russie : 5 février 2004

## Distribution
- Pavel Romanov (ru) : Paul Fischbach
- Alexeï Devotchenko (ru) : Ralf
- Natalia Lvova : Natalia
- Piotr Merkouriev (ru) : Kreutzer
- Marina Radjieva : Marina
- Irina Rakchina (ru) : Lena
- Alexandre Tiourine : Prokopov